# هل این ا سل (۲۰۲۰)
هل این ا سل (به انگلیسی: Hell in a Cell) یک رویداد غیر رایگان (Pay-Per-View) در کشتی حرفه‌ای می‌باشد که توسط کمپانی دبلیودبلیوئی برای دو برَند راو و اسمک‌دَون تهیه می‌شود و این دوره‌اش هم در ۲۵ اکتبر ۲۰۲۰ در ام‌وی سنتر شهر اورلاندو ایالت فلوریدا برگزار شد. این پنجمین رویداد تحت عنوان هل این ا سل بود.

## زمینه‌سازی
هل این ا سل شامل مسابقاتی بین دشمنی‌های موجود، ماجراهای پیش آمده و استوری‌هایی خواهد بود که پیش از این در برنامه‌های راو یا اسمک داون پخش شده بود. کشتی‌گیرها با توجه به مسابقات یا سری اتفاقاتی که برایشان رخ می‌دهد و تنش را به حد اکثر می‌رساند، نقش منفی یا قهرمان به خود می‌گیرند.

## نتایج
| #                                                                                                 | نتایج                                                                                           | نوع مسابقه                                                                | مدت زمان |
| ------------------------------------------------------------------------------------------------- | ----------------------------------------------------------------------------------------------- | ------------------------------------------------------------------------- | -------- |
| ۱پ                                                                                                | آر-تروث (c) پیروز در مقابل درو گولاک                                                            | مسابقه تک نفره برای کمربند ۲۴/۷                                           | ۵:۲۵     |
| ۲                                                                                                 | رومن رینز (c) (با همراهی پاول هیمن) پیروز در مقابل جی اوسو                                      | مسابقه من سکوت می‌کنم جهنم درون یک قفس برای قهرمانی یونیورسال دبلیودبلیوئی | ۲۹:۰۶    |
| ۳                                                                                                 | الایس پیروز در مقابل جف هاردی با سلب صلاحیت                                                     | مسابقه تک نفره                                                            | ۷:۴۹     |
| ۴                                                                                                 | د میز (با همراهی جان ماریسون) پیروز در مقابل اوتیس (صاحب چمدان مانی این د بنک) (با همراهی تاکر) | مسابقه تک نفره برای کیف مانی این د بنک                                    | ۷:۲۸     |
| ۵                                                                                                 | ساشا بنکس پیروز در مقابل بیلی (c) با تسلیم                                                      | مسابقه جهنم درون یک قفس برای کمربند زنان اسمک‌داون                         | ۲۶:۲۹    |
| ۶                                                                                                 | بابی لشلی (c) پیروز در مقابل اسلپجک با تسلیم                                                    | مسابقه تک نفره برای کمربند قهرمانی ایالات متحده دبلیودبلیوئی              | ۳:۵۱     |
| ۷                                                                                                 | رندی اورتون پیروز در مقابل درو مکینتایر (c)                                                     | مسابقه جهنم درون یک قفس برای قهرمانی دبلیودبلیوئی                         | ۳۰:۳۳    |
| - (c) – نشان‌دهنده قهرمان(هایی) است که به میدان می‌روند - پ – نشان‌دهنده این است که مسابقه در پری–شو |                                                                                                 |                                                                           |          |